# St. Jakobus (Ennigerloh)

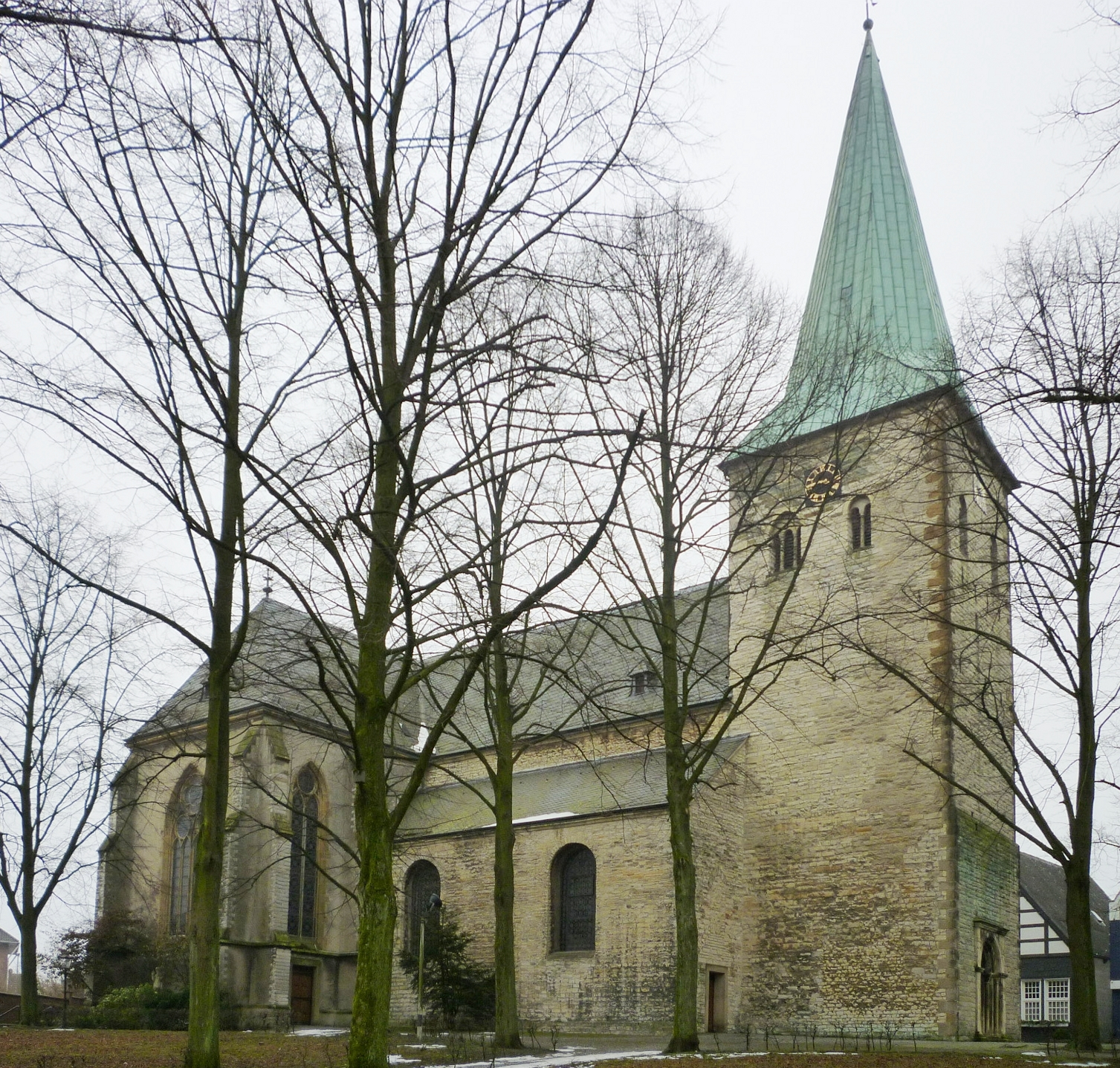
St. Jakobus

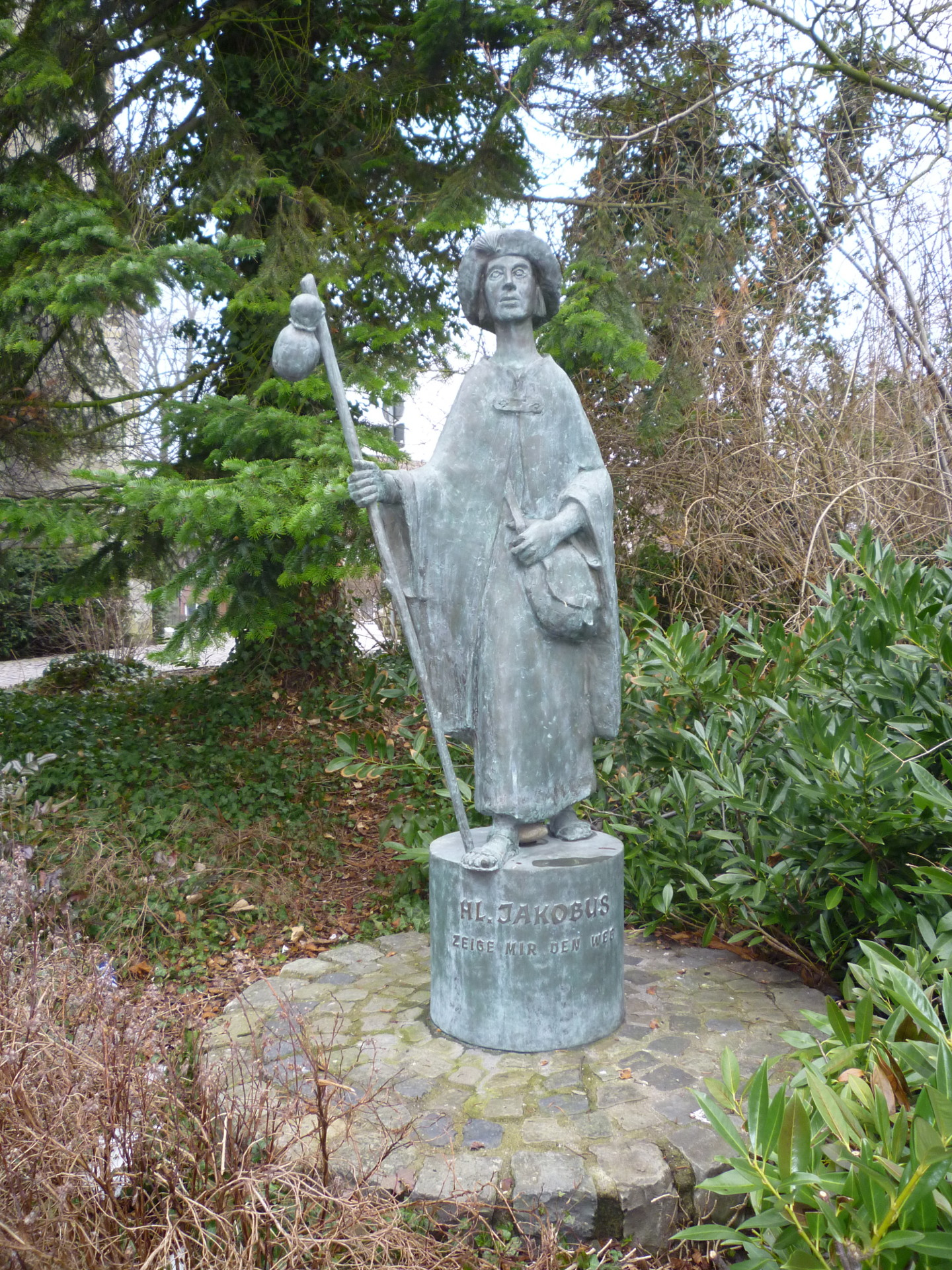
Jakobusdenkmal bei der Kirche

Die römisch-katholische Pfarrkirche St. Jakobus ist ein denkmalgeschütztes Kirchengebäude in Ennigerloh, einer kreisangehörigen Stadt im Kreis Warendorf, in Nordrhein-Westfalen. Die nach dem heiligen Jakobus des Älteren benannte Kirche gehört zum Dekanat Ahlen-Beckum des Bistums Münster.

## Geschichte und Architektur
Erstmals als Pfarre genannt wurde die Kirche St. Jakobus major 1193. Sie war eine Mutterpfarre, von ihr wurden die Gemeinden  in Enniger, Hoetmar und Neubeckum abgepfarrt. Das Gebäude ist eine spätromanische, zweijochige Hallenkirche mit einem quadratischen Westturm, es stammt aus dem 13. Jahrhundert. Das Querschiff und der Chor wurden 1886 bis 1887 in neugotischem Stil errichtet. Auf runden Scheidbögen ruhen im Mittelschiff spitzkupplige Kreuzgewölbe. Die Seitenschiffe sind mit Tonnengewölben ausgestattet. Die ursprünglich rundbogigen Fenster wurden in späterer Zeit vergrößert. Das ehemals mehrfach gestufte Nordportal wurde in die Westwand des Turmes eingebaut. Bis zum Ende des 17. Jahrhunderts lag ein Friedhof rund um die Kirche, danach durfte der Rand des Friedhofs bebaut werden, so entstand ein Häuserring um die Kirche. In den 1970er-Jahren wurde teilweise der ursprüngliche Zustand im Inneren wiederhergestellt.

## Ausstattung
- Romanischer Taufstein vom  Anfang des 13. Jahrhunderts, mit einem Relief des Hl. Jakobus
- Anna selbdritt vom Ende des 17. Jahrhunderts
- Reste der Barockausstattung[1]

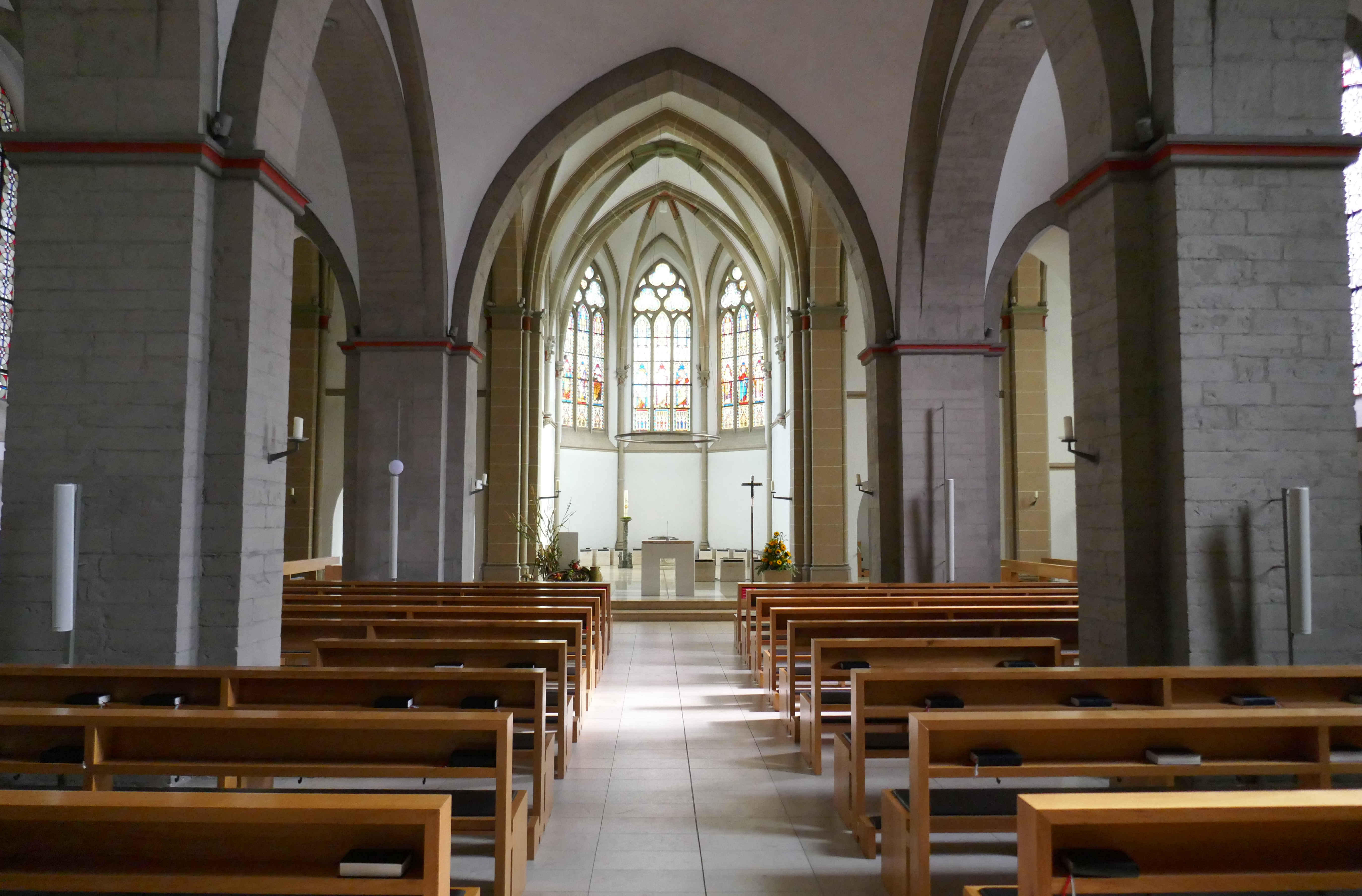
Inneres
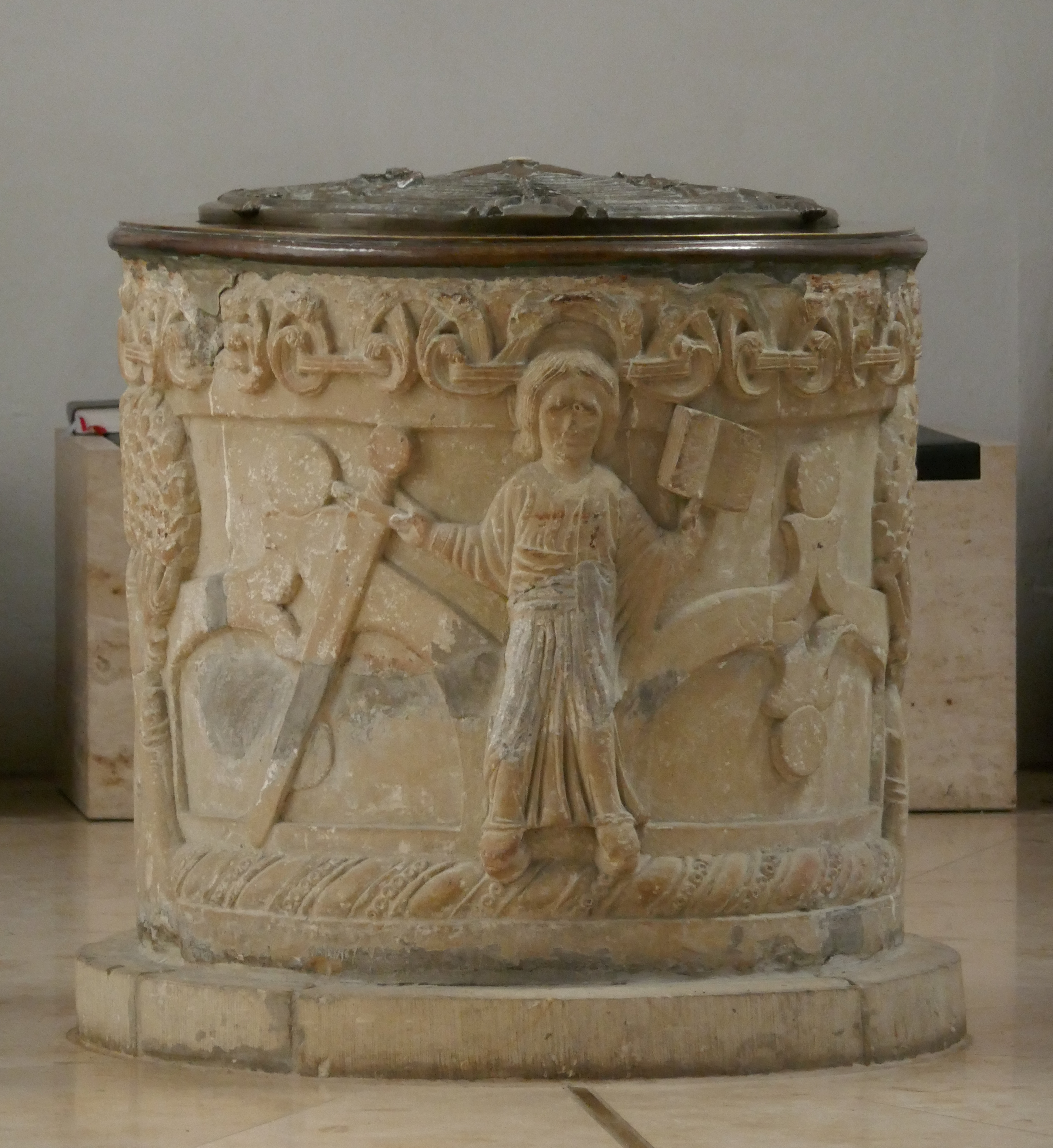
Taufstein
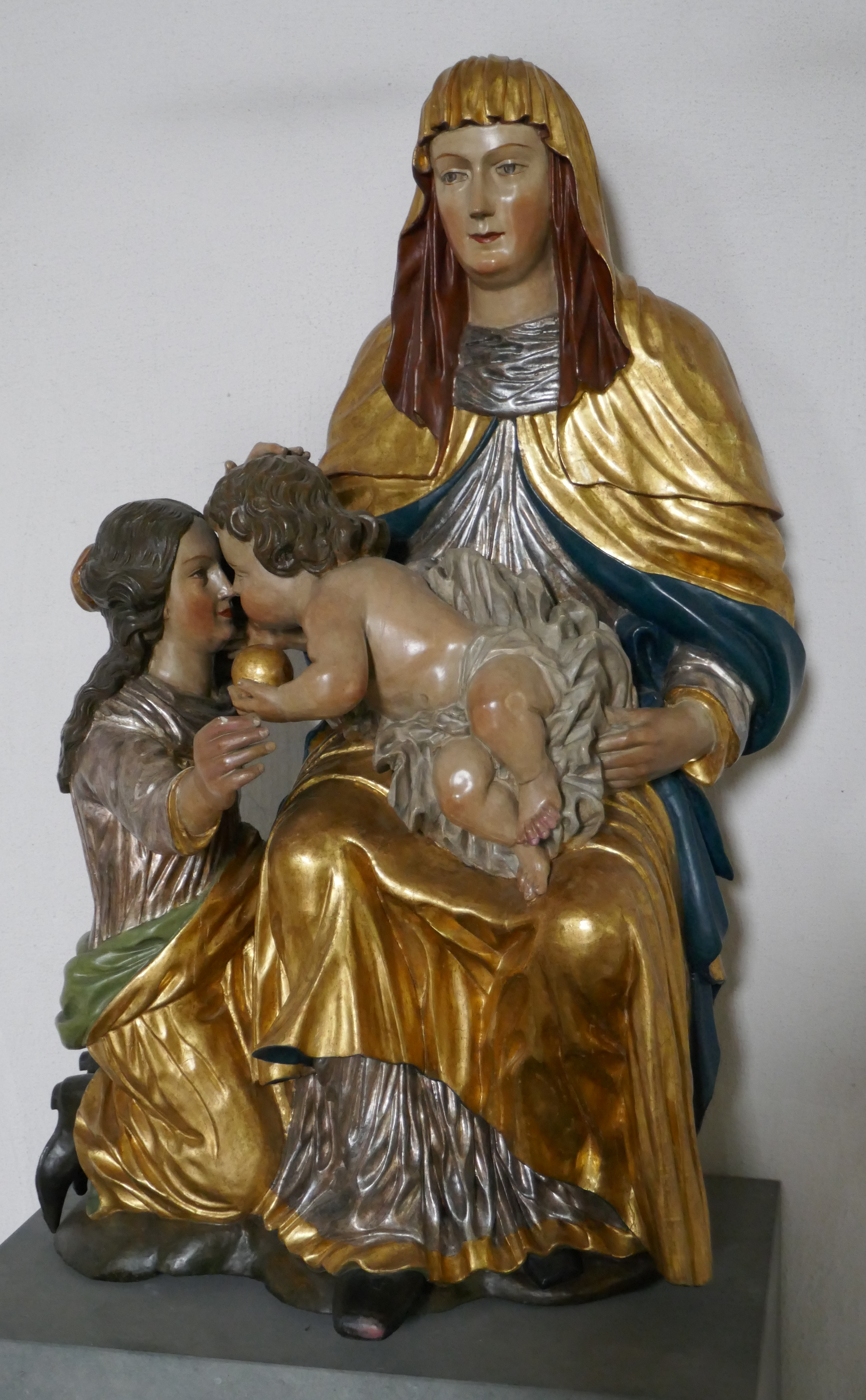
Anna selbdritt
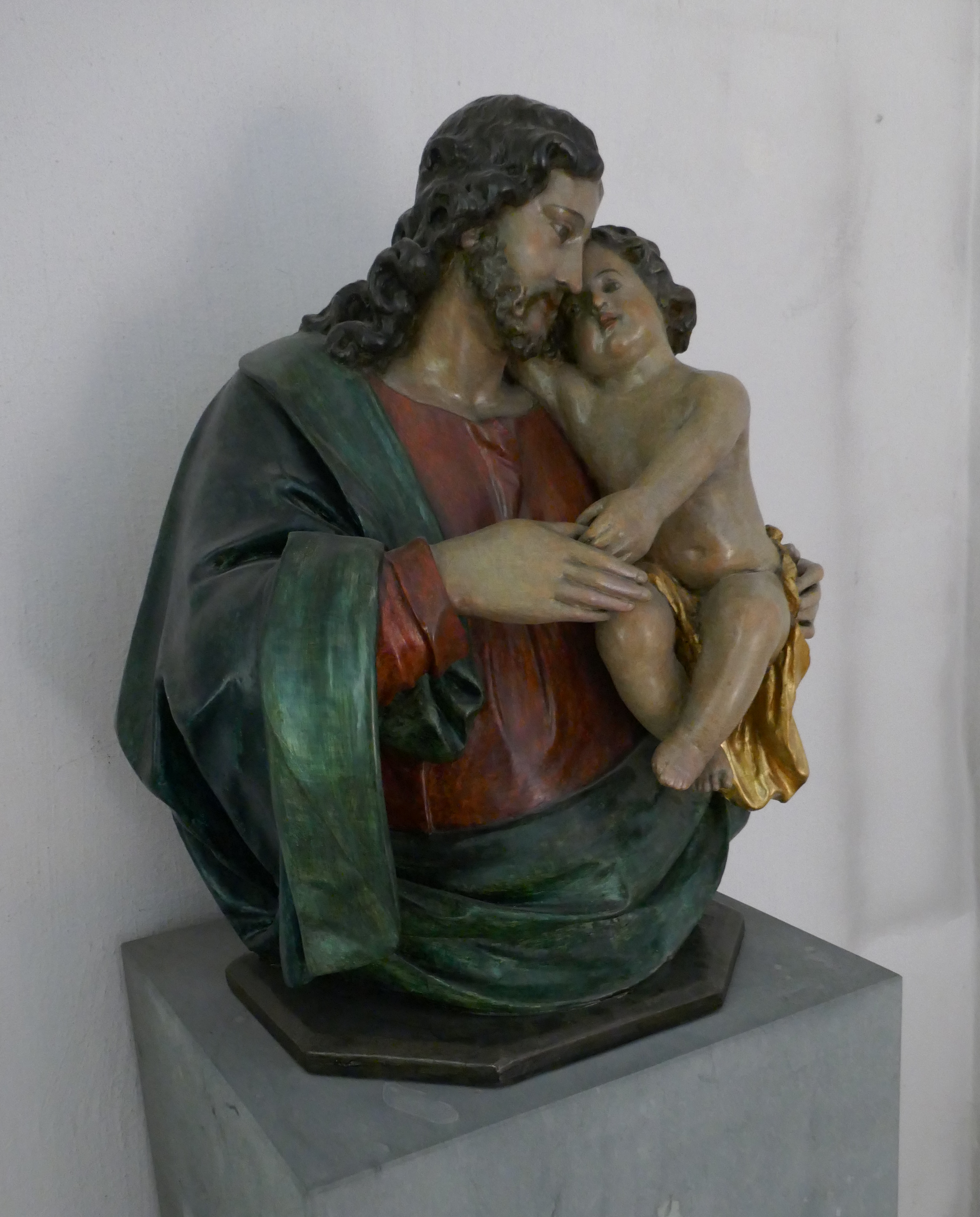
Hl. Josef mit Kind

### Orgel

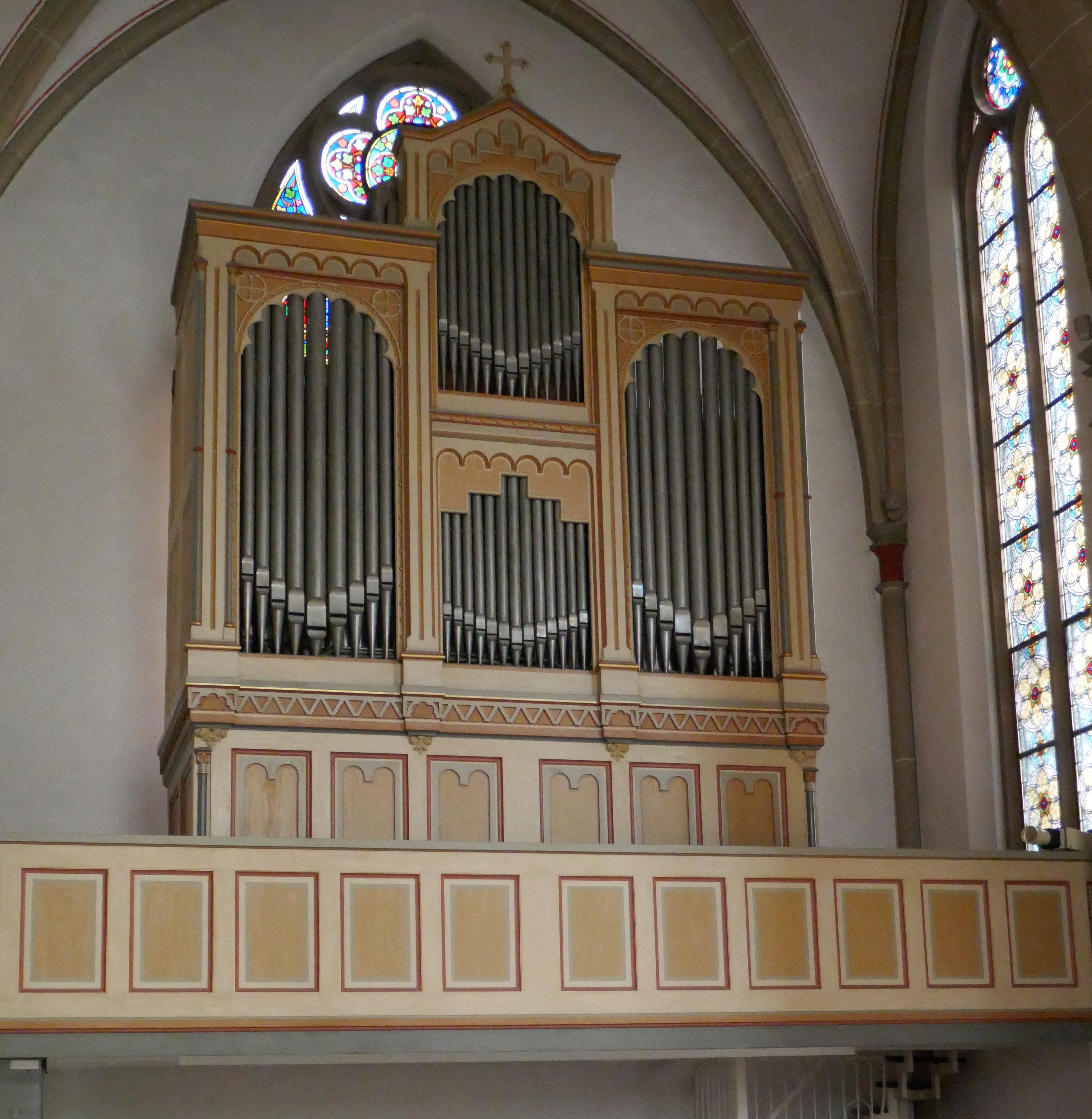
Orgel

Die Orgel wurde 1876 von dem Orgelbauer Friedrich Ladegast (Weißenfels) erbaut, ursprünglich für die evangelische Kirche Johannes der Täufer in Neuengeseke. 1977 wurde das Schleifladen-Instrument durch Gerald Woehl (Marburg) restauriert und in Ennigerloh auf einer neu erstellten Empore im linken Querschiff aufgestellt.
Im Jahre 2013 erhielt die Orgel durch Diplom-Restauratorin Marita Schlüter wieder eine historische Farbgebung. 2014 wurde die Orgel durch die Orgelbaufirma Hermann Eule aus Bautzen grundlegend renoviert.
Die Orgel hat 19 Register auf zwei Manualen und Pedal. Sie besitzt eine mechanische Spiel- und eine pneumatische Registertraktur.
| I Hauptwerk C–f3 |               |       |
| 1.               | Bordun (ab G) | 16′   |
| 2.               | Principal     | 8′    |
| 3.               | Gambe         | 8′    |
| 4.               | Rohrflöte     | 8′    |
| 5.               | Principal     | 4′    |
| 6.               | Flauto minor  | 4′    |
| 7.               | Quinte        | 2 ⁄3′ |
| 8.               | Octave        | 2′    |
| 9.               | Mixtur III    |       |

| II Schwellwerk C–f3 |               |    |
| 10.                 | Flauto major  | 8′ |
| 11.                 | Flöte         | 8′ |
| 12.                 | Viola d’amour | 8′ |
| 13.                 | Principal     | 4′ |
| 14.                 | Salicional    | 4′ |

| Pedal C–d1 |          |     |
| 15.        | Violon   | 16′ |
| 16.        | Subbaß   | 16′ |
| 17.        | Cello    | 8′  |
| 18.        | Baßflöte | 8′  |
| 19.        | Octavbaß | 4′  |

- Koppeln: II/I, I/P
- Schweller als Tritt
- Registerfessel als Tritt